# Inonotus hispidus
Inonotus hispidus es una especie de hongo de la familia Hymenochaetaceae.

## Clasificación y descripción de la especie
Basidioma de 80-190 x 30-130 x 20-60 mm, anual, pileado-sésil, de consistencia esponjosa en fresco. Píleo de color marrón pálido a marrón oscuro, con la edad se torna negruzco, margen fértil, redondeado e involuto, concoloro con el píleo. Himenóforo poroide, de color amarillo ocre a marrón oscuro; poros angulares, de 2-4 poros por mm; tubos hasta 15 mm de largo, quebradizos, marrón pálido a marrón oscuro con una línea que los separa del contexto. Contexto hasta 35 mm, de grosor, esponjoso, de color marrón pálido a marrón oscuro con pequeñas motas de micelio amarillento, lo cual le da un aspecto granular. Sistema hifal monomítico, con hifas generativas de septos simples, de color marrón amarillento a marrón rojizo oscuro, simples a ligeramente ramificadas, de pared delgada a gruesa, algunas subsólidas con los septos muy separados (más aparente en el contexto), de 3.2-7.2 μm de diámetro en el himenóforo y de 4.0-12.0 μm de diámetro en contexto. Setas hifales ausentes. Setas himeniales ventricosas, de color marrón rojizo oscuro, con pared gruesa (hasta 3.2 μm), de 25.6-40.0 x 6.4-3-6 μm. Basidios clavados a cilíndricos, tetraspóricos, la mayoría con contenido granular, hialinos a marrón rojizo de 21.6-29.6 x 8.0-12.0 μm. Basidiosporas elípticas a ampliamente elipsoidales, lisas, con pared gruesa, de color marrón amarillento a marrón rojizo, muy abundantes de 8-12 (-12.8) x 5.6-8.8 μm.

## Distribución de la especie
Amplia distribución holártica, con apetencias termófilas. Frecuente en Europa central, la Península ibérica, sur de Rusia, la India y América del Norte.

## Ambiente terrestre
Tiene hábito solitario. Crece sobre encinos (Quercus spp.) vivos en bosques mixtos de pino-encino.

## Estado de conservación
Se conoce muy poco de la biología y hábitos de los hongos, por eso la mayoría de ellos no se han evaluado para conocer su estatus de riesgo (Norma Oficial Mexicana 059).

## Importancia cultural y usos
Esta especie produce daños a los encinos (Quercus spp.), provocando pudrición blanca en árboles vivos.